# Ice Cream Cake
Albums de Red Velvet
The Red
(2015)
Singles
1. Automatic
Sortie : 13 mars 2015
2. Ice Cream Cake
Sortie : 15 mars 2015

Ice Cream Cake est le premier mini-album du girl group sud-coréen Red Velvet. Il marque l'arrivée d'une nouvelle membre dans le groupe, Yeri. L'album est sorti en version numérique le 17 mars 2015 et en version physique le 18 mars. L'album est disponible en deux versions et contient six titres dont les deux titres principaux, Ice Cream Cake et Automatic.

## Promotion
Le 11 mars 2015, SM Entertainment a officiellement introduit une ancienne membre de SM Rookies, Yeri, comme nouvelle membre de Red Velvet à travers une vidéo sur leur chaine YouTube. Le même jour, il est révélé le titre du premier mini-album du groupe, Ice Cream Cake. Le 14 mars, le MV pour Automatic est mis en ligne. SM Entertainment a confirmé que le groupe fera les promotions de deux titres, Ice Cream Cake et Automatic.
Le groupe commence les promotions sur les programmes de classement musicaux pour leurs titres Automatic et Ice Cream Cake le 19 mars. Elles ont performé leurs titres au M! Countdown de Mnet. Le 27 mars 2015, elles gagnent leur premier trophée sur un programme de classement musical depuis leurs débuts, au Music Bank.

## Liste des titres
| 1.    | Ice Cream Cake       | Jo Yoon-kyung                             | Hayley Aitken, Sebastian Lundberg, Fredrik Haggstam, Johan Gustafson, A.K.A Trinity Music | 03:11 |
| 2.    | Automatic            | Jam Factory, Daniel Klein, Charlotte Taft | Daniel Klein, Charlotte Taft                                                              | 03:31 |
| 3.    | Somethin Kinda Crazy | Kenzie, Teddy Riley, DOM                  | Charlotte Taft, Kenzie, Teddy Riley, DOM                                                  | 03:20 |
| 4.    | Stupid Cupid         | Hayley Aitken, 220                        | Andrew Choi, 220, Hayley Aitken, Cha Cha Malone                                           | 03:30 |
| 5.    | Take It Slow         | G-High                                    | G-High                                                                                    | 03:32 |
| 6.    | Candy (사탕)         | Hong Ji-yoo                               | Claire Rodrigues Lee, Kevin Charge                                                        | 04:23 |
| 21:26 |                      |                                           |                                                                                           |       |

## Classement

### Premiers classements
| Classement (2015)            | Meilleure position |
| ---------------------------- | ------------------ |
| South Korean Albums (Gaon)   | 1                  |
| US Billboard World Albums    | 2                  |
| US Billboard Top Heatseekers | 25                 |

### Dernier classement
| Classement (2015)          | Meilleure position |
| -------------------------- | ------------------ |
| South Korean Albums (Gaon) | 8                  |

## Ventes et certifications
| Classement            | Quantité       |
| --------------------- | -------------- |
| Gaon physical sales   | Plus de 41 883 |
| Oricon physical sales | Plus de 2 796  |

## Historique de sortie
| Pays         | Date         | Format               | Label    |
| ------------ | ------------ | -------------------- | -------- |
| Corée du Sud | 17 mars 2015 | Téléchargement légal | KT Music |
| Corée du Sud | 18 mars 2015 | CD                   | KT Music |